# Dryopteris indusiata
Dryopteris indusiata là một loài thực vật có mạch trong họ Dryopteridaceae. Loài này được (Makino) Makino & Yamam. miêu tả khoa học đầu tiên năm 1932.